# شتبلوو
شتبلوو (به آلمانی: Stäbelow) یک شهر در آلمان است که در روشتوک واقع شده‌است. شتبلوو ۱٬۳۷۲ نفر جمعیت دارد.